# Papirusowe Turnie

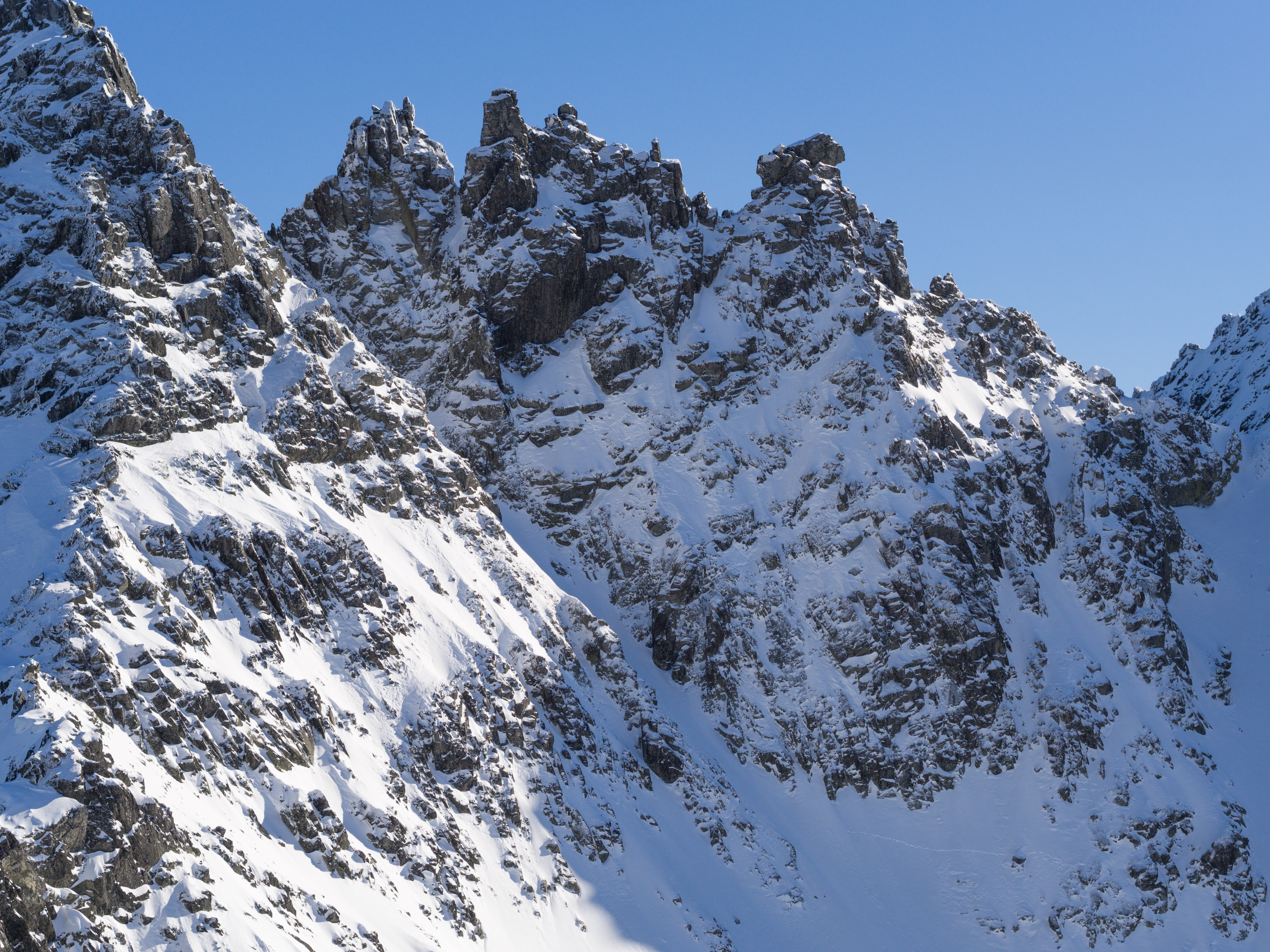
Widok od północy. Od lewej: Wielka, Pośrednia i Mała Papirusowa Turnia

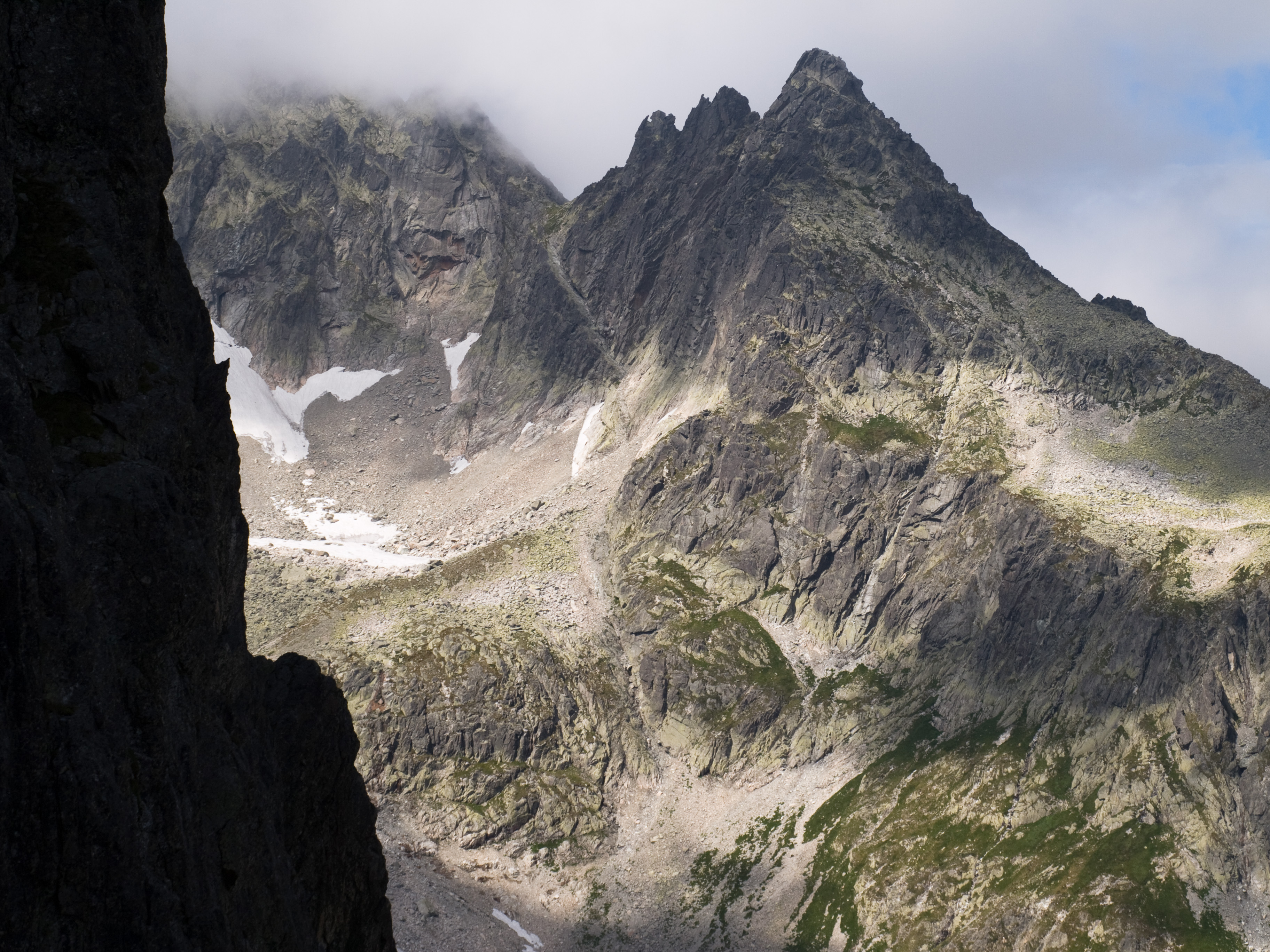
Od lewej: Przełęcz Stolarczyka, Papirusowe Turnie, Czarny Szczyt. W chmurach masyw Baranich Rogów

Papirusowe Turnie (słow. Čierne veže, niem. Papirustaltürme, Papirustürme, węg. Papirusz-tornyok) – grupa trzech urwistych turni w południowo-zachodniej grani Czarnego Szczytu w grani głównej Tatr, od jego szczytu oddzielona Papirusową Przełączką, a od Wyżniego Baraniego Zwornika w masywie Baranich Rogów – Przełęczą Stolarczyka.
W grani Papirusowych Turni, kolejno od Przełęczy Stolarczyka, wyróżnia się następujące turnie i przełączki:
- Mała Papirusowa Turnia (Malá čierna veža, 2417 m),
- Mała Papirusowa Przełączka (Vyšné Čierne sedlo, 2404 m),
- Pośrednia Papirusowa Turnia (Prostredná čierna veža, 2420 m),
- Pośrednia Papirusowa Przełączka (Vyšná Papirusova štrbina, 2406 m),
- Wielka Papirusowa Turnia (Veľká čierna veža, 2420 m),
- Papirusowa Przełączka (Papirusova štrbina, 2396 m)[2][3][4].

Północno-zachodnie ściany Papirusowych Turni opadają do Szymkowego Żlebu, który wybiega na Przełęcz Stolarczyka z Doliny Czarnej Jaworowej, a dokładnie z kotlinki nazwanej Czarnym Bańdziochem. Południowe ściany tych turni są bardziej urwiste, opadają w stronę Baraniej Kotliny w Dolinie Dzikiej. Te ostatnie ściany są przecięte wybitnym, ukośnie biegnącym zachodem: Papirusową Drabiną. Poniżej niego znajdują się Papirusowe Spady. W prawej części tego urwiska można wyróżnić trzy żlebki: Skrajny Papirusowy Żlebek, Pośredni Papirusowy Żlebek i Zadni Papirusowy Żlebek.
Nazwy Papirusowych Turni i innych okolicznych obiektów upamiętniają dawnego poszukiwacza skarbów tatrzańskich. Pochodzący ze Śląska pomocnik stolarza na Spiszu, Johann Andreas Papirus, podczas jednej z wypraw w Tatry na jesieni 1771 r. został zaskoczony przez złe warunki pogodowe i zginął prawdopodobnie w Dolinie Dzikiej lub Dolinie Jastrzębiej.
Pierwsze wejścia na wszystkie trzy Papirusowe Turnie:
- Alfred Martin i przewodnik Johann Franz (senior), 16 lipca 1907 r. – pierwsze wejście letnie,
- Josef Bethlenfalvy i A. Roth, 7 kwietnia 1934 r. – pierwsze wejście zimowe[2].